# Brachyhesma newmanensis
Brachyhesma newmanensis är en biart som beskrevs av Exley 1977. Brachyhesma newmanensis ingår i släktet Brachyhesma och familjen korttungebin. Inga underarter finns listade.

## Bildgalleri

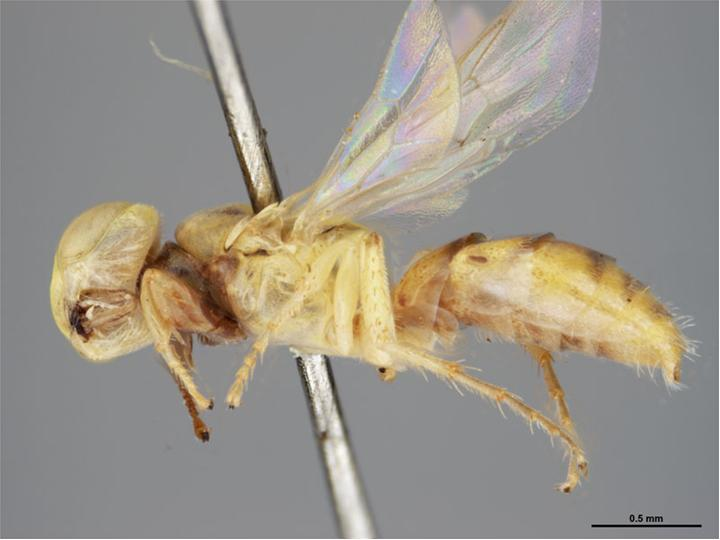